# Porto Seguro
Porto Seguro (regió inicialment anomenada Nhoesembé) és un munipici brasiler situat al litoral i al sud de l'estat de Bahia, en la regió Nord-est. És, juntament amb els municipis limítrofs de Santa Cruz Cabrália i Prado, el primer lloc on van arribar els portuguesos al Brasil l'any 1500. El poble que va donar lloc a l'origen del municipi de Porto Seguro va ser fundat l'any 1535 i està gairebé en la seva totalitat catalogat com a patrimoni històric, per la qual cosa no està permesa la construcció d'edificis alts (de més dos pisos). El travessa el riu Buranhém i està dividit pels districtes Porto Seguro (seu), Arraial d'Ajuda, Caraíva, Trancoso, Vale Verde.

## Context
- El municipi fou fundat l'any 1534.
- Algunes teories apunten que va ser a Porto Seguro on els portuguesos van arribar al Brasil.
- Hi viuen prop de 100.000 habitants, majoritàriament dins el patrimoni històric, on és prohibida la construcció d'edificis de més de tres pisos.

## Geografia
El municipi de Porto Seguro compta amb un extens litoral (prop de 85 km) de platges de sorra fina, blanca i neta. Aquesta zona de platges la trobem dividida per la desembocadura del riu Buranhém, d'uns 500 metres d'amplada,

## Economia local
A part del turisme, les altres activitats importants són l'agricultura, el comerç i el sector dels serveis.

## Ciutats agermandes
- Setúbal, Portugal[3][4]
- Fafe, Portugal[3][5][6]
- Belmonte, Portugal[3][5][6]
- Viana do Alentejo, Portugal[3]
- Viana do Castelo, Portugal[7]
- Trancoso, Portugal[8]
- Lagos, Portugal[3][9][10]